# تاچیبانا نو نارامارو
تاچیبانا نو نارامارو (انگلیسی: Tachibana no Naramaro; ۱ ژانویهٔ ۰۷۲۱ – ۱ ژانویهٔ ۰۷۵۷) کوگه (اشراف درباری) از خاندان تاچیبانا اهل ژاپن بود.